# Băbușa
Băbușa – wieś w Rumunii, w okręgu Vaslui, w gminie Băcești. W 2011 roku liczyła 433 mieszkańców.